# Chispas de chocolate

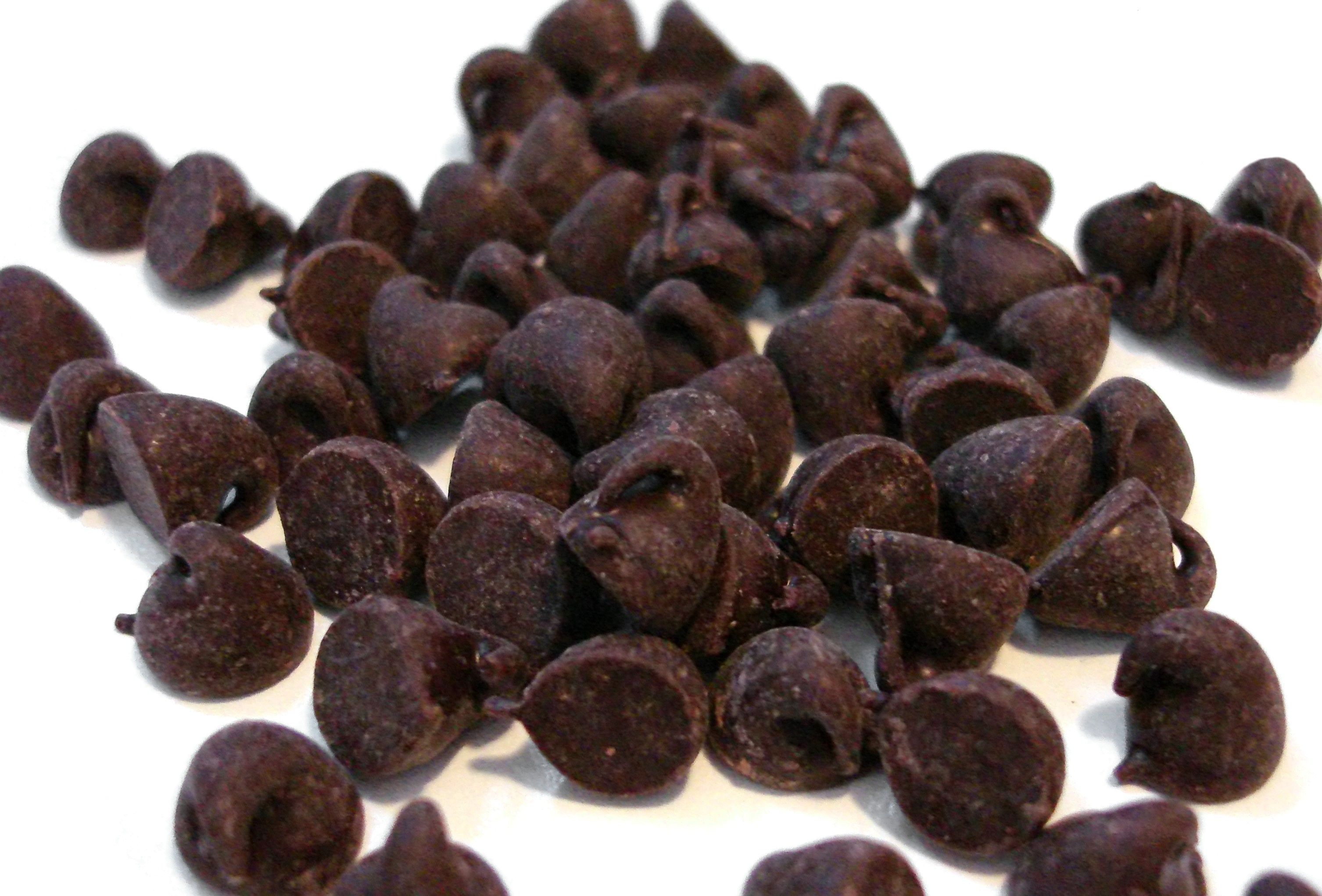
Pepitas de chocolate

Las chispas de chocolate o pepitas de chocolate son pequeños trozos de chocolate. A menudo se venden en una ronda, de forma plana o con forma de lágrima. Están disponibles en numerosos tamaños, desde grandes a miniaturas, pero en general miden alrededor de 1 centímetro de diámetro.

## Origen
Las chispas de chocolate son un ingrediente esencial en algunas galletas. La idea de mezclar galletas y pepitas es conocida desde 1933 cuando Ruth Graves Wakefield de Toll House Inn en la ciudad estadounidense de Whitman (Massachusetts) agregó cortadas de trozos de chocolate semidulce de Nestlé a una receta de galletas. Las galletas fueron un gran éxito, y Wakefield llegó a un acuerdo con Nestlé para agregar su receta a las barras de chocolate a cambio de un suministro de por vida de chocolate. Inicialmente, Nestlé incluyó una pequeña herramienta de cortar las barras de chocolate, pero en 1939, comenzaron a vender el chocolate en formas de pepitas.

## Tipos de galletas
Originalmente, las pepitas de chocolate eran hechas de chocolate semidulce, mas hoy en día hay muchos sabores, entre los que se incluyen: chispas de chocolate amargo, chispas de mantequilla de maní, chispas de caramelo, chispas de chocolate de menta, chispas de chocolate blanco, chispas de chocolate negro, chispas de chocolate con leche, y chispas con chocolate blanco y negro.

## Usos

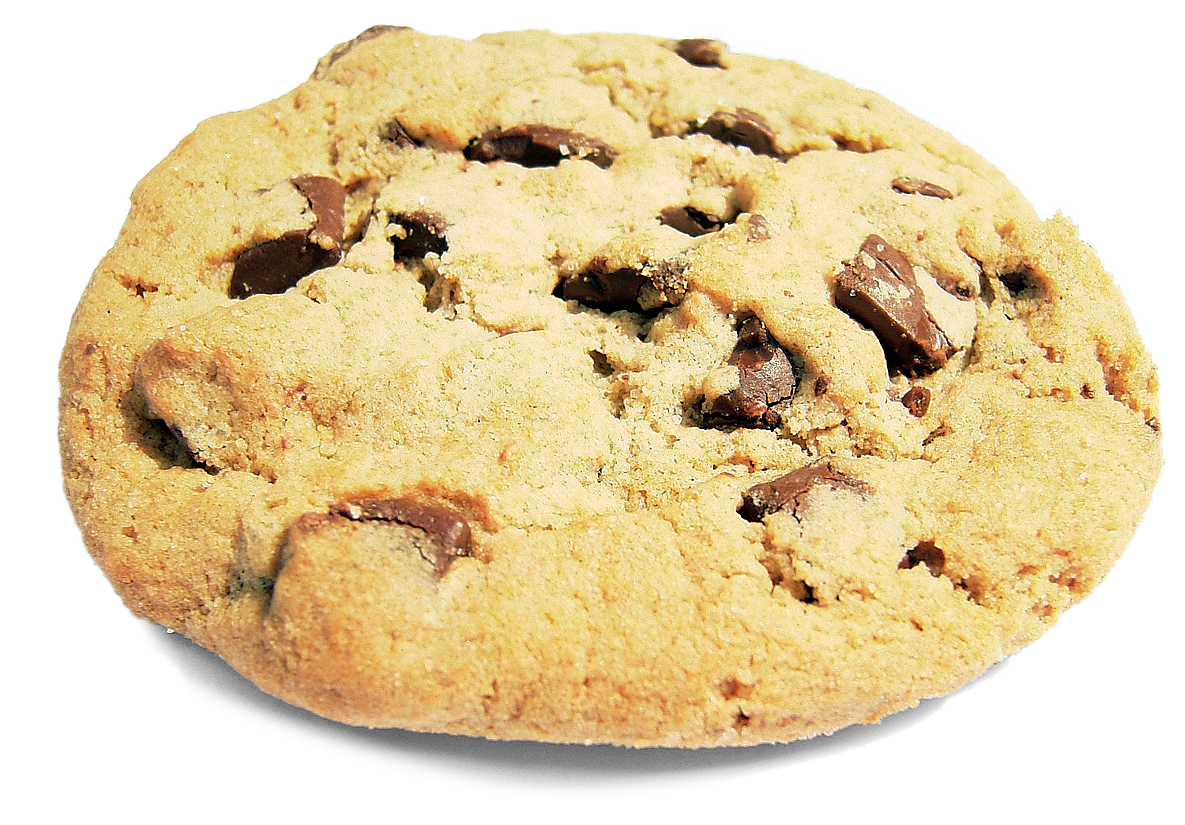
Galleta con pepitas de chocolate

Las pepitas de chocolate pueden ser utilizadas en galletas, tortitas, pasteles, gofres, pudines, madalenas, crepes, chocolate caliente, y varios tipos de repostería. También se encuentran en muchos otros productos alimenticios al por menor, como las barras de granola, helado, y la mezcla de frutas secas.
Las chispas de chocolate pueden ser derretidas y ser utilizadas en salsas y otras recetas. Las pepitas derretidas se funden a temperaturas entre 104 y 113 °F (40 y 45 °C). El proceso de fusión comienza alrededor de los 90 °F cuando la manteca de cacao en las pepitas comienza a calentarse. La temperatura de cocción nunca debe exceder los 115 °F (para leche y chocolate blanco) o 120 °F (para chocolate negro), de lo contrario el chocolate se quemará (conviene remover la mezcla).
Sin embargo, no siempre es recomendable derretir las pepitas con el fin de utilizarlas como sustituto del chocolate derretido para hornear; esto se debe a que la mayoría de las pepitas de chocolate son diseñadas para retener su forma cuando se cocinan, contienen menos manteca de cacao que el chocolate de repostería. Este hecho puede dificultar su manipulación en forma derretida.